# Eduardo López Juarranz
Eduardo López Juarranz (Madrid, 13 de octubre de 1844-Madrid, 16 de enero de 1897) fue un compositor español.
Desde 1876 hasta 1894 fue director de la Banda del Tercer Regimiento de Ingenieros de Sevilla, destacado en Cádiz desde 1878 a 1883. Gran defensor del pasodoble, compuso una par de ellos, siendo el más conocido La Giralda. Antes de 1883 compuso ¡Piedad!,considerada la marcha procesional más antigua de Cádiz, y una de las más antiguas dedicadas a la Semana Santa de Andalucía. La partitura de piano de "Piedad" fue encontrada en 1999 e instrumentada para banda por Manuel Abollado.
Posteriormente las investigaciones de Francisco Javier Gutiérrez de Juan, lo han llevado a la versión original de banda, manuscrita por el propio autor, y en paradero de la Biblioteca Real de Madrid. Está incluida en el disco "Versión original" (2007) de la Banda Sinfónica Municipal de Sevilla.
En 1883 ganó con la Banda Tercer Regimiento de Ingenieros el primer premio del concurso internacional de Bayona (Francia).

## Obras para banda
- ¡Piedad!, marcha procesional (1876);
- Torre del Oro, pasodoble;
- Fantasía Militar;[1]
- La Giralda, pasodoble;[2]
- Pobre Carmen, marcha procesional;
- Fé, Esperanza y Caridad, marcha procesional;
- Una Lágrima, marcha procesional.
- Puerto Real, pasodoble
- Frascuelo - pasacalle - pasodoble